# Mukabingo (vattendrag i Kirundo)
Mukabingo är ett vattendrag i Burundi.   Det ligger i provinsen Kirundo, i den norra delen av landet, 110 km nordost om huvudstaden Bujumbura.
Omgivningarna runt Mukabingo är en mosaik av jordbruksmark och naturlig växtlighet. Runt Mukabingo är det tätbefolkat, med 659 invånare per kvadratkilometer.